# الخطوط الأوكرانية المتوسطية
UM Airlines (المعروفة أيضا باسم الأوكرانية المتوسطية) هي شركة طيران مقرها في كييف، أوكرانيا. وهي تؤمن الخدمات المحلية والخدمات لبلدان رابطة الدول المستقلة والشرق الأوسط. تأسست الشركة في عام 1998 وبدأت عملياتها في حزيران / يونيو 2000. كما تأسست كشركة مساهمة. في عام 2003 كان لديها أكثر 500 موظف ونقلت 210,000 راكبا. في الشركة حاليا 640 موظفا. في عام 2007 رفضت سلطة الطيران الأوكراني تمديد الرخصة لها بسبب مخاوف تتعلق بالسلامة. في أيلول / سبتمبر 2007 حظرت المفوضية الأوروبية للخطوط الجوية الأوكرانية المتوسطية العاملة في المجال الجوي من خلال الاتحاد الأوروبي مشيرة إلى قضايا السلامة.

## الوجهات
تعمل الخطوط الجوية الأوكرانية المتوسطية على الوجهات التالية (في يوليو 2007) :
- الوجهات الداخلية : تشيرنوفتسي ، خاركوف ، كييف ، سيمفيروبول ، وأوجغورود.
- الوجهات الدولية : ألماتي ، عمان ، أستانا ، باتومى ، بيروت ، دمشق ، جربة ، إسطنبول ، ميلانو ، مينسك ، المنستير ، كوتايسي ، موسكو- فنوكوفو ، بافلودار ، بولا ، الغردقة ، شرم الشيخ،سبليت ، طشقند ، تبليسي ، تيفات ، طهران ، يريفان وأوست كيمينغورسك.